# Johann Winter von Andernach
Johann Wint(h)er von Andernach, ook Johan Guinter, Johannes Guinter(i)us Andernacus  en diverse naamvarianten, (Andernach, 1505 – Straatsburg, 4 oktober 1574) was een humanist, medicus, vertaler en schrijver. De Duitse bibliograaf en vertaler Emil Ottocar Weller (1823–1886) stelde dat Winter von Andernach tevens de persoon was achter het pseudoniem Jonas Philologus.

## Genoten onderwijs
Winter ontving eerst les aan de Latijnse school in Andernach, waarna hij vermoedelijk in 1517 op twaalfjarige leeftijd naar de school in Utrecht vertrok. Hier ontmoette hij Lambertus Hortensius. De dichter Georg Calaminus (1549–1595) schrijft in zijn biografisch epos over Winter dat hij daarna onderwijs ontving aan de Latijnse School van Deventer en in Marburg. Op de school in Deventer was door rector Alexander Hegius aan het eind van de 15e eeuw Grieks geïntroduceerd als schoolvak. Onder het pseudoniem Jonas Philologus verscheen in het werk Dialogi (1534) een verhaal over een leerling aan de Latijnse School in Deventer die hoog opgeeft en een beschrijving geeft van het onderwijs aldaar.
Winter was een arme scholier die voor geld op straat bedelde en zong om in zijn onderhoud te voorzien. Begin 1523 vertrok hij naar Leuven waar hij zich aan het Collegium Trilingue verder toelegde op het Grieks. Hier kreeg hij les van onder anderen Juan Luis Vives. Ook ontmoette hij er Desiderius Erasmus, een van de grondleggers van het collegium, met wie hij nadien door middel van correspondentie in contact bleef. In 1525 schreef hij zich aan Sorbonne in Parijs in voor de studie filologie, maar hij hield zich ook bezig met medische onderwerpen. In 1526 doceerde hij klassieke talen in Luik, en in 1527 gaf hij met een Grieks grammatica zijn eerste werk uit. In hetzelfde jaar schreef hij zich opnieuw in aan Sorbonne, ditmaal voor de studie medicijnen. In 1530 slaagde hij voor zijn master, waarna hij in oktober 1532 promoveerde.

## Werkzaamheden
Winter was een humanistisch medicus, die zich dankzij zijn interesse voor filologie met name op het vertalen en schrijven van medische boeken toelegde. Vanaf 1534 was hij hoogleraar in de geneeskunde aan de Universiteit van Parijs, tegelijkertijd met Jacobus Sylvius (1478–1555). Hij gaf les aan Andreas Vesalius, die een succesvol, rooms-katholieke anatoom werd, en aan Michael Servet, die later als van ketterij beschuldigde arts en theoloog tot de brandstapel werd veroordeeld. Beiden hebben Winter tevens bij anatomische handelingen geassisteerd. Van Winter zelf werd schertsend gezegd dat hij, buiten zijn maaltijden om, nooit een mes in vlees had gezet. Ook Guillaume Rondelet, later hoogleraar medicijnen aan de Universiteit van Montpellier, en Johannes Wier deden als studenten onder Winter hun kennis van de anatomie op.
In 1532 vertaalde Winter de zeven boeken van Paulus Aegineta. Later vroeg hij aan Rembert Dodoens om van één deel van de vertaling (het zogenoemde Koortsenboek) een verbeterde versie uit te geven, dat Dodoens in 1546 (als diens eerste werk) publiceerde. Daarnaast publiceerde Winter onder meer de Latijnse vertaling Anatomicarum institutiones (1536, vert.: Grondstellingen van de anatomie) van het Griekse werk van Galenus, waarin hij expliciet zijn waardering uitsprak voor Vesalius' assistentie en ontledingen. Vesalius gaf in 1538 een licht aangepaste versie van de vertaling uit. Winter hield als galenist sterk vast aan de anatomische leer van Galenus, terwijl Vesalius op sommige vlakken verschillen opmerkte tussen Galenus' leer, die uitsluitend op dieren gebaseerd was, en de anatomie van de lijken die hij ontleedde. Dit leidde tot oplopende spanningen tussen Winter en Vesalius.
Winter vertaalde verder werken van onder meer Alexander Trallianus en Caelius Aurelianus en behandelde Oribasius. Hij genoot bekendheid, maar zijn publicaties werden al snel als verboden opgenomen op de Index librorum prohibitorum.
Vanaf 1534 was Winter naast hoogleraar een van de lijfartsen aan het koninklijk hof. In 1538 vertrok hij, in verband met oplopende spanningen tussen katholieken en protestanten, samen met zijn in 1535 getrouwde vrouw naar het aanvankelijk rustigere Metz. Toen daar in 1541 de pest uitbrak, oefende hij de functie van pestmeester uit. Zijn vrouw overleed in datzelfde jaar aan deze pandemie, en in 1542 publiceerde hij zijn eerste boek over de ziekte. Toen in 1543 ook in Metz religieuze onrusten uitbraken verhuisde Winter met zijn tweede vrouw naar Straatsburg, waar hij opnieuw als arts aan de slag ging en Grieks ging geven aan het door Johannes Sturm opgerichte gymnasium. Later diende Winter ook hier in de functie van lijfarts, ditmaal van Wolfgang van Palts-Zweibrücken. In 1562 stierf ook Winters tweede vrouw, waarop hij in 1563 opnieuw trouwde. Ook in Straatsburg maakte Winter plannen om te verhuizen vanwege religieuze onrusten, maar toen de stedelijke overheid hem bij een nieuwe pestuitbraak vroeg om, verzekerd van bescherming, mee te werken aan een onderzoek naar de ziekte, stemde hij toe. Hij bleef tot zijn dood in Straatsburg wonen.
- Bibsys: 2104798
- Biblioteca Nacional de Chile: 000210754
- Biblioteca Nacional de España: XX4903694
- Bibliothèque nationale de France: cb12512676w (data)
- Gemeinsame Normdatei: 100349129
- International Standard Name Identifier: 0000 0000 6751 5165
- Library of Congress Control Number: n88038694
- Mathematics Genealogy Project: 119159
- Nationale Bibliotheek van Tsjechië: nlk20000085153
- Nationale Bibliotheek van Israël: 987007276809505171
- Nationale Bibliotheek van Polen: a0000002614367
- Nederlandse Thesaurus van Auteursnamen: 112360505
- Istituto Centrale per il Catalogo Unico: BVEV018936
- LIBRIS: 324185
- Système universitaire de documentation: 034363610
- Virtual International Authority File: 4013329
- WorldCat: E39PCjDydrFcBRyFYKvp83WCcP